# Mleščevo
Mleščevo – wieś w Słowenii, w gminie Ivančna Gorica. W 2018 roku liczyła 203 mieszkańców.